# لوبابگرون
لوبابگرون (انگلیسی: Lubabegron) (نام تجاری Experior) یک داروی دامپزشکی است که برای کاهش انتشار آمونیاک از حیوانات و مواد زائد آنها استفاده می‌شود. انتشار آمونیاک به دلیل اثرات مضر بر محیط زیست، سلامت انسان و سلامت حیوانات، نگرانی در تولیدات کشاورزی است.
لوبابگرون توسط سازمان غذا و داروی ایالات متحده در سال ۲۰۱۸ برای استفاده در گاوهای پروار تأیید شد. این دارو نخستین دارویی است که برای کاهش انتشار آمونیاک تأیید شده است. این دارو همچنین برای استفاده در کانادا تأیید شده است.
لوبابگرون آگونیست/آنتاگونیست گیرنده بتا آدرنرژیک است. فعالیت آنتاگونیستی لوبابگرون در گیرنده‌های β۱ و β۲ از تحریک β-AR موجود در قلب (β۱) و نای/برونش (β۲) انسان جلوگیری می‌کند و با انجام این کار، از عوارض جانبی بالقوه منفی مرتبط با β۱ و بتا۱ جلوگیری می‌کند. فعال شدن گیرنده β۲ رفتار آنتاگونیست β1-AR و β2-AR لوبابگرون می‌تواند لیپولیز را در بافت چربی کاهش دهد، در حالی که فعالیت آگونیست β3-AR می‌تواند هیپرتروفی عضله اسکلتی را افزایش دهد، احتمالاً به دلیل تفاوت در سیستم‌های پیام‌رسان دوم و بیان آنزیم در عضله اسکلتی در مقایسه با بافت‌های چربی.